# Zierliche Strauchschrecke
Die Zierliche Strauchschrecke (Pterolepis germanica, Syn.: Rhacocleis germanica) ist eine Langfühlerschrecke aus der Unterfamilie der Tettigoniinae innerhalb der Überfamilie der Laubheuschrecken.

## Merkmale
Die Zierliche Strauchschrecke ähnelt in Körperbau und Färbung der Kleinen Strauchschrecke, ist aber insgesamt etwas zierlicher gebaut und etwas anders gefärbt. Ihr Hinterleib ist lang und schmal, der Halsschild ist abgeflacht und nach hinten verlängert. Die Unterschenkel aller Beinpaare tragen kurze dünne Stacheln, wobei die der vorderen Beinpaare am längsten sind. Beim Männchen ragen die winzigen graubraunen Flügel 1 bis 2 Millimeter unter dem Halsschild hervor, beim Weibchen gar nicht. Die Grundfarbe ist graubraun. Über die Körperseiten zieht sich je ein breites, dunkelgraues, dunkelbraunes oder schwarzes Band von den Fühlern über den Thorax bis auf den Hinterleib, wo es undeutlicher wird. Kurz hinter dem Auge ist es von einem hellen Schrägstrich unterbrochen. Die Körperoberseite trägt in der Mitte eine verschwommene dunkle Längslinie, die sich von der Hinterleibsspitze bis zu den Fühlern zieht, wo sie breiter wird. Parallel dazu verläuft zwischen dem breiten dunklen Band auf den Körperseiten und der helleren Oberseite je ein weißer Streifen. Auch die Halsschildseitenlappen sind weiß. Auf den Hinterschenkeln befindet sich ein dunkelbraunes Band. Die Gelenke der Beine sind ebenfalls dunkelbraun. Die hellbraunen Facettenaugen tragen in der Mitte einen schwarzen Punkt. Die Cerci des Männchens weisen einen langen dünnen Innenzahn an der Basis auf. Dieser ist meist erst sichtbar, wenn man den Cercus nach außen biegt. Das Weibchen besitzt einen fast geraden Legebohrer, der etwas kürzer als der Körper ist.

## Lebensweise und Verbreitung
Die Zierliche Strauchschrecke findet man auf Sträuchern an Waldrändern, in Gebüschen und anderen stärker bewachsenen Biotopen. Ihr Verbreitungsgebiet erstreckt sich von Südfrankreich über Italien, Slowenien, Kroatien, Bosnien und Herzegowina, Serbien und Montenegro, Albanien und Mazedonien bis nach Griechenland, Bulgarien und Rumänien. Ihr nördlichstes Vorkommen liegt in der Steiermark. Anders als der wissenschaftliche Artname vermuten lässt, kommt sie nicht in Deutschland vor. Die Imagines treten von Juli bis Oktober auf.

## Systematik
Die Zierliche Strauchschrecke wurde ursprünglich von Herrich-Schäffer unter dem wissenschaftlichen Namen Decticus germanica beschrieben. Später wurde sie in die Gattung Rhacocleis eingeordnet und gilt heute manchmal als Mitglied der Gattung Pterolepis. Synonyme sind R. discrepans, R. modesta, R. pallidus und R. vittatus.